# ديابالو (فلم)
ديابولو أو ديابولو (بالإنجليزية: Diabolo) هو فيلم غاني كلاسيكي صدر عام 1992، ويحكي قصّة رجل لديه القدرة على التحول إلى ثعبان، ثمّ يستخدم هذه القوة للاعتداء الجنسي وقتل النساء ومعظمهنَّ من البغايا. شارك في بطولة الفيلم الممثل والمخرج السينمائي بوب سميث جونيور. دُرِّسَ الفيلم كمثالٍ على تأثيرٍ الخمسينية في السينما الغانيّة.

## طاقم التمثيل
هذه قائمةٌ بأبرز الممثلين والممثلات الذين شاركوا في تصوير الفيلم:
- بوب سميث جونيور
- إدي كوفي
- يونيس بانيني
- برينس ياوسون